# Francis George
Francis Eugene George OMI (ur. 16 stycznia 1937 w Chicago, zm. 17 kwietnia 2015 tamże) – amerykański duchowny katolicki, arcybiskup Portland i Chicago, kardynał, oblat.

## Życiorys
W sierpniu 1957 wstąpił do Zgromadzenia Misjonarzy Oblatów Maryi Niepokalanej (OMI), rok później w Godfrey złożył śluby. Studiował w seminarium przygotowawczym Św. Henryka w Belleville, potem w szkole zakonnej Pine Hills w Ottawie (Kanada), na Uniwersytecie w Ottawie, na Katolickim Uniwersytecie Amerykańskim w Waszyngtonie (1965 magisterium z filozofii), na Uniwersytecie Tulane w Nowym Orleanie (1970 doktorat z filozofii), wreszcie na Papieskim Uniwersytecie Urbaniana w Rzymie (doktorat z teologii). Święcenia kapłańskie przyjął w Chicago 21 grudnia 1963. Wykładał m.in. na Uniwersytecie Creighton w Omaha (gdzie kierował wydziałem filozofii), pełnił również funkcje w kierownictwie zakonu (1973-1974 prowincjał zachodniego regionu USA, 1974-1986 wikariusz generalny zakonu w Rzymie). Koordynował prace Centrum Badania Wiary i Kultury w Bostonie.
10 lipca 1990 został mianowany biskupem diecezji Yakima. Sakry biskupiej udzielił mu 21 września 1990 arcybiskup Agostino Cacciavillan, pronuncjusz apostolski w USA. W kwietniu 1996 George został przeniesiony na arcybiskupstwo Portland, a rok później na arcybiskupstwo Chicago. 21 lutego 1998 Jan Paweł II wyniósł go do godności kardynalskiej, z nadaniem tytułu prezbiterskiego w bazylice św. Bartłomieja na Wyspie Tyberyjskiej.
20 września 2014 papież Franciszek przyjął jego rezygnację z urzędu złożoną ze względu na wiek. Jego następcą został mianowany biskup Blase Cupich.
Brał udział w sesjach Światowego Synodu Biskupów w Watykanie; na sesji specjalnej poświęconej Kościołowi w Ameryce w listopadzie i grudniu 1997 pełnił funkcję specjalnego sekretarza. W marcu 2001 głosił kazania podczas rekolekcji wielkopostnych dla papieża i Kurii Rzymskiej.
15 listopada 2004 roku został wybrany wiceprzewodniczącym Konferencji Biskupów Katolickich Stanów Zjednoczonych na trzyletnią kadencję.
13 listopada 2007 roku podczas jesiennej sesji episkopatu USA został wybrany przewodniczącym Konferencji Biskupów Katolickich Stanów Zjednoczonych na trzyletnią kadencję.
Uczestnik konklawe 2005 i konklawe 2013 roku.

## Odznaczenia
- Odznaczony Krzyżem Komandorskim z Gwiazdą Orderu Zasługi Rzeczypospolitej Polskiej (2009)[2].